# Tangun
Tangun, aussi romanisé Dangun (hangeul : 단군 ; hanja : 檀君, /tan.gun/) est le fondateur légendaire de Gojoseon, le premier royaume coréen. Il est considéré comme le « petit-fils du ciel ». Le 3 octobre, le jour de la fondation de Ko-Chosŏn est un jour férié national en Corée du Sud. De 1945 à 1961, le calendrier de la Corée du Sud a officiellement compté les années à partir de cette date, soit 2333 av. J.-C.. La plus ancienne version connue de cette légende est celle du Samguk Yusa (XIIIe siècle) qui s'appuie sur le Livre des Wei, et sur le Kogi, un recueil historique coréen disparu.

## Légende
La légende ancestrale de Tan'gun débute avec son grand-père Hwanin (환인; 桓因), dieu du ciel. Hwanin avait un fils, Hwanung (桓雄), qui languissait de vivre sur la terre parmi les vallées et les montagnes. Hwanin permit à Hwanung et à trois mille suiveurs de descendre le Mont Paektu où Hwanung fonda l'état de Shinshi (Cité de Dieu). Avec ses ministres des nuages, de la pluie et du vent, il institua des lois, des codes moraux et apprit aux humains plusieurs arts, la médecine et l'agriculture. La légende attribue à Tan'gun le développement de l’acuponcture et de la moxibustion.
Un tigre et un ours prièrent à Hwanung pour devenir humains. En entendant leur prières, Hwanung leur donna vingt gousses d'ail et un bouquet d'armoise en leur ordonnant de ne manger que la nourriture sacrée et de rester hors de la lumière du soleil pendant cent jours. Le tigre abandonna après une vingtaine de jours et sortit de la cave. Cependant, l'ours resta et fut transformé en femme. Selon la légende, le tigre et l'ours représentaient deux tribus qui cherchaient la faveur du prince divin.
La femme-ours fut reconnaissante et fit des offrandes à Hwanung. Cependant, il lui manquait un mari et elle devint pauvre et se mit à prier sous un bouleau divin pour être bénie avec un fils. Hwanung, ému par ses prières, la prit en tant que femme et elle donna naissance à un fils qu'elle nomma Wanggŏm (왕검, hanja : 王倹).
Tan'gun règne ensuite pendant 1500 ans, mais le roi Wu de Zhou (周武王, Zhou Wuwang) envoya le sage Jizi Xūyú (coréen : Gija Seoyeo, hanja : 箕子胥餘, 12e siècle avant J.-C) gérer l'occupation de Ko-Chosŏn. Tan'gun se réfugia dans les montagnes et serait alors décédé à l'âge de 1908 ans. Selon Hanshu, le Livre de Han, Jizi amène alors dans Ko-Chosŏn de nombreux aspects de la civilisation, notamment l'agriculture et les vers à soie. Certaines sources clament qu'il règne alors en vassal de Zhou établissant une dynastie qui durera 40 générations.

## Vénération

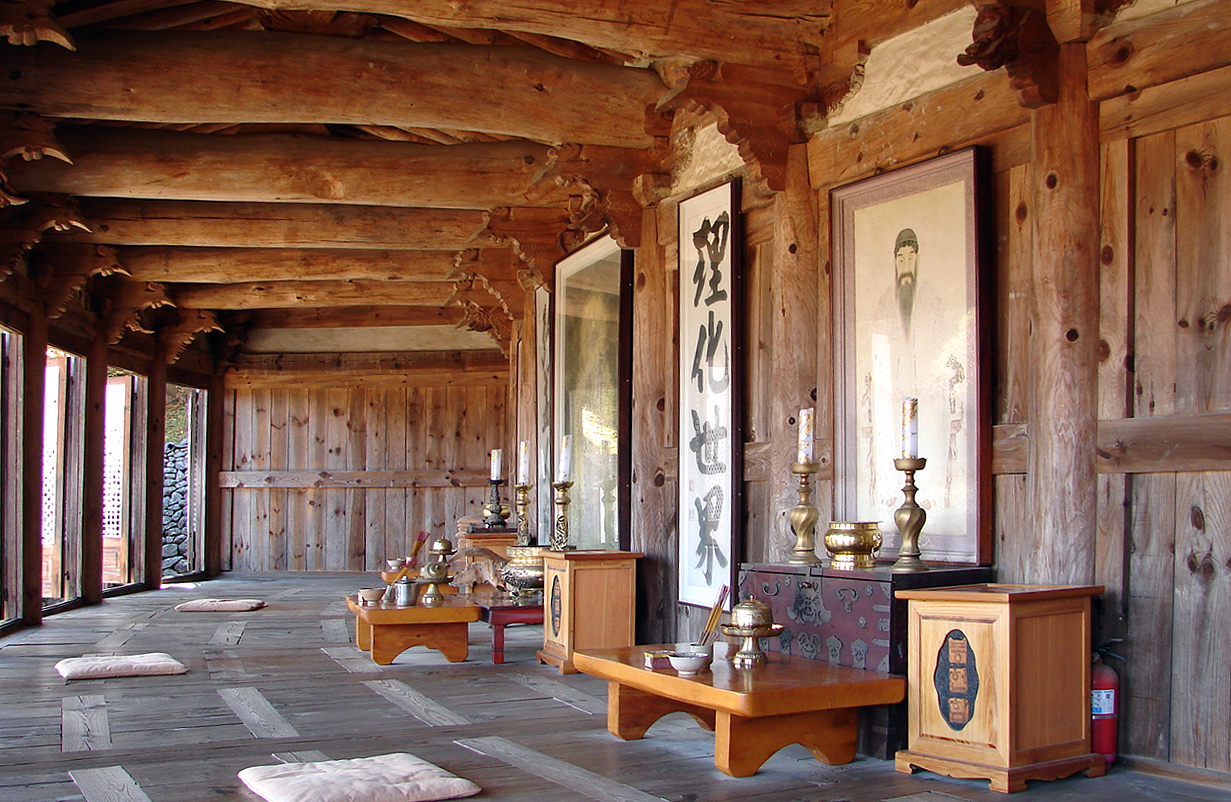
Le sanctuaire des troisCe.

La légende de Tangun joue un rôle important pour l'unité nationale et la mobilisation patriotique face aux envahisseurs. À la fin de la période de Goryeo, Tan'gun est considéré comme un dieu par une petite communauté de chamanistes, les adeptes du goshindo. Il est actuellement vénéré par de nouveaux petits mouvements religieux dont le principal est le Daejongisme, fondé en 1909 par Na Cheol (나철, 1864-1916).

## Mausolée
Le mausolée de Tangun est présenté en Corée du Nord comme étant la tombe de Tan'gun et de sa femme. Il se trouve sur les pentes du mont Taebaek à Kangdong et a été reconstruit en 1994, après sa « découverte » et celle d'un squelette bien blanc qu'ils clamèrent haut de 3 mètres et vieux de 5011 ans (sic)[réf. nécessaire]. D'autres « preuves » de son existence sont présentées au musée central d'histoire de Corée.

## Tangun en Corée du Nord
La Corée du Nord a changé plusieurs fois sa position concernant le mythe de Tangun. Dans les années 1960 elle était très critique à son égard. Considérant qu'accorder du crédit à cette légende coréenne ne ferait qu’atténuer la crédibilité du peuple coréen sur la scène internationale. Voici ce qu'elle indiquait dans la presse : 

« Au sud les réactionnistes à la solde des États-Unis considèrent comme un fait historique la légende de Tan’gun, ce qui paralyse la réflexion scientifique du peuple coréen. Les réactionnistes ont fabriqué une ère Tan’gun voulant ainsi mystifier l’origine du peuple ce qui enraye la conscience de classe et favorise une idéologie de rejet de l’autre et l’utilisent comme un moyen de s’opposer au communisme. »
Après la guerre de Corée de 1953, la Corée du Nord disposait de nombreuses infrastructures industrielles et de transports, vestiges de la colonisation japonaise et de l'aide de l'URSS. Disposant également d'importantes ressources minières et de nombreuses forêts, la Corée du Nord était alors beaucoup plus développée que la Corée du Sud et était une puissance économique assez importante. Après la chute de l'URSS, son plus grand allié, la Corée du Nord se renferma sur elle même et le régime du dictateur Park Chung-hee en Corée du Sud avait largement comblé le gouffre économique qui séparait les deux Corées jusqu'alors. Le régime Nord-coréen changea donc de position sur le mythe de Tangun afin de redorer son image et se conformer à sa nouvelle idéologie : « Une Corée autosuffisante pro-coréenne. »
Extrait du rapport de fouille archéologique de la découverte de la tombe de Tangun : 

« L’histoire de Tan’gun et du Chosôn  ancien furent supprimés par les civilisations suivistes de la Chine, du Japon impérial et de la puissance américaine. L’unité de la nation justifie la réunification, nous sommes un seul peuple, divisé par des puissances étrangères. L’État Nord-coréen peut être un moteur vu sa place importante par rapport à Tan’gun. »